# Rifat Yildiz
Rifat Yildiz, född den 1 april 1965 i Sarıkamış, Turkiet, är en tysk brottare som tog OS-silver i bantamviktsbrottning i den grekisk-romerska klassen 1992 i Barcelona. 